# Jurij Klymčuk
Jurij Serhijovyč Klymčuk (in ucraino Юрій Сергійович Климчук?; Rogachi, 5 maggio 1997) è un calciatore ucraino, centrocampista, o attaccante del Ruch L'viv.

## Caratteristiche tecniche
È un esterno sinistro.

## Carriera
Acquistato dallo Stal' Kam"jans'ke nel 2016, ha esordito in prima squadra il 23 aprile 2017 in occasione dell'incontro di Prem"jer-liha vinto 1-0 contro lo Zirka. Il 7 febbraio 2019 è stato ceduto al Ruch L'viv.

## Statistiche
Statistiche aggiornate al 26 novembre 2020.

### Presenze e reti nei club
| Stagione                 | Squadra                  | Campionato               | Campionato | Campionato | Coppe nazionali | Coppe nazionali | Coppe nazionali | Coppe continentali | Coppe continentali | Coppe continentali | Altre coppe | Altre coppe | Altre coppe | Totale | Totale | Totale |
| Stagione                 | Squadra                  | Comp                     | Pres       | Reti       | Comp            | Pres            | Reti            | Comp               | Pres               | Reti               | Comp        | Pres        | Reti        | Pres   | Reti   |        |
| ------------------------ | ------------------------ | ------------------------ | ---------- | ---------- | --------------- | --------------- | --------------- | ------------------ | ------------------ | ------------------ | ----------- | ----------- | ----------- | ------ | ------ | ------ |
| 2016-2017                | Stal' Kam"jans'ke        | PL                       | 5          | 0          | CU              | 0               | 0               |                    | -                  | -                  |             | -           | -           | 5      | 0      |        |
| 2017-2018                | Stal' Kam"jans'ke        | PL                       | 25         | 2          | CU              | 1               | 1               |                    | -                  | -                  |             | -           | -           | 26     | 3      |        |
| Totale Stal' Kam"jans'ke | Totale Stal' Kam"jans'ke | Totale Stal' Kam"jans'ke | 30         | 2          |                 | 1               | 1               |                    | -                  | -                  |             | -           | -           | 31     | 3      |        |
| 2018-2019                | Ruch L'viv               | 1L                       | 7          | 5          | CU              | 0               | 0               |                    | -                  | -                  |             | -           | -           | 7      | 5      |        |
| 2019-2020                | Ruch L'viv               | 1L                       | 20         | 11         | CU              | 1               | 1               |                    | -                  | -                  |             | -           | -           | 21     | 12     |        |
| 2020-2021                | Ruch L'viv               | PL                       | 9          | 1          | CU              | 1               | 0               |                    | -                  | -                  |             | -           | -           | 10     | 1      |        |
| Totale carriera          | Totale carriera          | Totale carriera          | 66         | 19         |                 | 3               | 2               |                    | -                  | -                  |             | -           | -           | 69     | 21     |        |